# アベマリア (MINMIの曲)
「アベマリア」は、MINMIの10枚目のシングル。

## 解説
- 移籍第1弾シングル。前作『シャナナ☆』から約1年11か月ぶりのシングルとなった。
- キャッチコピーは、「恋の歌じゃない、これは愛の歌だ! MINMIが歌い上げる究極の愛の歌!」
- CD発売前に配信した着うたが、5月21日付のレコチョク総合ランキングで2位を記録した。
- 大沢伸一が自身初となるMIXエンジニアとして作品に参加。
- 初回盤には「アベマリア」のPVが収録されたDVDが付いている。

## 収録曲
1. アベマリア (7:20)
（作詞・作曲：MINMI　編曲：MINMI，Soundbreakers）
両親への感謝と、結婚する2人の愛を歌ったウェディングソング。結婚に憧れる女の子に、結婚はとてもハードルが高いけど、そのハードルを一緒に乗り越えようという応援メッセージが込められた楽曲となっている[1]。この楽曲は、友人がMINMIのウェディングパーティーを開いてくれて、その時に書いた感謝の作文が元になっているという。曲の制作中に親友の結婚が決まったことを受け、花嫁になる前の心境などを語り合い、この結婚する親友に歌ってあげたいという想いからできたのがこの「アベマリア」だという[2]。自身の結婚や出産から経験したことも詰め込まれた7分に及ぶ楽曲となっている。
メガデスのマーティ・フリードマンはこの曲に対し「デビュー当時のPUFFYを思い出した。」と発言している。
PVは、横浜みなとみらい21にあるT&Gベイサイド迎賓館（以下、T&G）で撮影された。PVでは自身のウェディング姿を披露しており、実際にT&Gで結婚式を挙げた33組のカップル[3]が出演している。
2. キセキ -Live 弾き語り ver.- [“FREEDOM 08” 2008.8.26 Zepp TOKYO] (6:44)
（作詞・作曲：MINMI　編曲：MINMI，Soundbreakers）
2008年8月26日・Zepp Tokyoでのライブ音源。このライブには、自身の歌手としての復活や、妊婦の友人や、早産で子供を産んだお母さんなどが来てくれたことなどが印象深かったということからライブ音源で収録したという。さらに、この日のライブは「キセキ」をあまり知らない人が多かったことから、そのままのライブ音源として収録したとも語っている。
3. A Natural Woman (3:47)
（作詞・作曲：Gerald Goffin，Carole King，Jerry Wexler）
アレサ・フランクリンの曲をカバー。カバーのきっかけは、出産の1週間ほど前に、来日していたメアリー・J. ブライジのコンサートに行って、この曲を聴いて女性としての力を改めて貰ったからだという。何も考えないで録った仮歌の方が、最終的にレコーディングしたものより変に力が入っていなくてよかったということから、仮歌のほうを採用した。
4. アベマリア -Instrumental- (7:16)

## タイアップ
- TBS系『王様のブランチ』6、7月度エンディングテーマ（#1）
- 「2009 Happy Wedding Song Selected by T&G」イメージソング（#1）

## その他
「2009 Happy Wedding Song Selected by T&G」の企画第1弾として、表参道TERRACEで挙式したカップルにサプライズライブをプレゼントした。ちなみに、表参道TERRACEは自身も挙式した会場である。